# كلية القانون بجامعة مسيسيبي
كلية القانون بجامعة مسيسيبي (بالإنجليزية: University of Mississippi School of Law)‏ هي كلية قانون، تأسست في 1854، في الولايات المتحدة.